# Dictyochaetopsis maharashtrensis
Dictyochaetopsis maharashtrensis är en svampart som först beskrevs av Piroz. & S.D. Patil, och fick sitt nu gällande namn av Aramb. & Cabello 1990. Dictyochaetopsis maharashtrensis ingår i släktet Dictyochaetopsis och familjen Chaetosphaeriaceae.   Inga underarter finns listade i Catalogue of Life.